# Аюбов, Хусен
Хусе́н Аю́бов (1937 — ?) — советский хозяйственный, государственный и политический деятель, депутат Совета Национальностей Верховного Совета СССР 8-го созыва.

## Биография
Родился в 1937 году. Член КПСС.
Окончил Таджикский сельскохозяйственный институт.
В 1955—1965 — учётчик бригады, бригадир хлопководческой бригады, заведующий агроучастком колхоза.
В 1965—1991 — бригадир хлопководческой бригады колхоза имени Жданова Кумсангирского района Таджикской ССР.
Депутат Совета Национальностей Верховного Совета СССР 8-го созыва от Таджикской ССР. Делегат XXIV съезда КПСС.
Жил в Таджикистане.

## Награды
- Орден Октябрьской Революции (10.03.1976)